# 大湖法雲禪寺
24°27′06″N 120°52′11″E / 24.451692°N 120.869748°E
大湖法雲禪寺，簡稱法雲寺，是位於臺灣苗栗縣大湖鄉富興村、觀音山上的曹洞宗佛寺，為台灣佛教四大法脈的法雲寺派本山，開山祖師乃覺力法師。

## 沿革

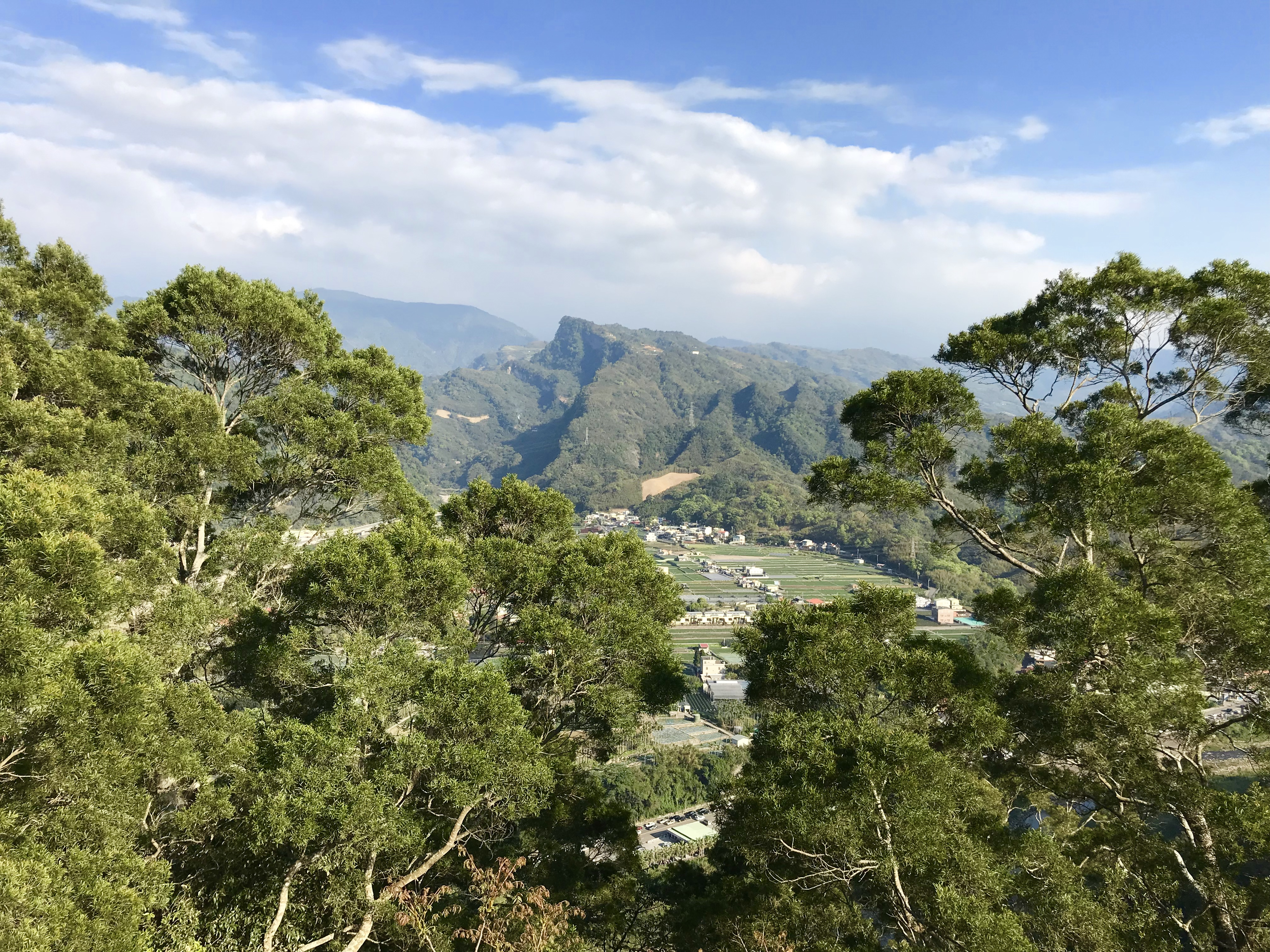
寺前的鷂婆山。

### 日治時期
此寺建立由來，是當地大湖吳姓家族為撫慰在清治開墾當地時，與泰雅族衝突傷亡的先靈，遂由參學僧妙果法師在1913年邀請湧泉寺監院、曹洞宗第四十八代法子覺力法師來臺灣，同年向臺灣總督府申請在大湖觀音山建寺，破土興建。建寺為林朝棟、吳定連等所發起，並設寺產農田四、五甲，租用公有林地八十餘甲。此寺與獅潭鄉的南衡宮、萬善祠的建立，皆和屯墾致富的劉緝光、原住民衝突有關。
當地建寺傳說則講此寺對面的鷂婆山為該地有名的惡山，尤其主峰形似鳥嘴，風水上代表會叼啄人命。當時原住民經常出草，令居住此地的漢族驚恐度日。相傳當時有一名地理師路過，認為對治惡山之法，唯有在對山設置佛寺。
1914年11月17日，大雄寶殿初步建成。本名「觀音禪寺」，因寺廟奠基地有如蓮花座上的護法祥雲，所以命名為「法雲禪寺」，也有許多人稱「法雲寺」。由覺力禪師擔任開山住持，妙果禪師為副住持，開山後續建禪堂、講堂、功德堂、研究院、維摩院、華嚴院、長壽院、仁濟院等。覺力禪師任內，協助派下的妙清法師創立了圓通禪寺、妙本法師姐妹創建毘盧禪寺，又與弟子真常法師、妙吉法師等組織弘揚淨土法門的阿彌陀佛會總會，發行《亞光新報》，形成了四大法脈之一的法雲寺派。
1927年，寺身因白蟻蛀蝕一度拆除重建。1935年4月21日關刀山地震，苗栗的獅頭山勸化堂、開善寺、輔天宮、南庄永昌宮、三灣五穀宮、小南埔崇聖宮、頭份義民廟、竹南中港媽祖廟等倒毀，因此地震使苗栗山區所遺留古屋甚少。因法雲寺幾成廢墟，佛殿暫移往功德堂。第二任住持妙果，將辦學重心轉移到圓光禪寺，原處重建轉作造林。這段時期，法雲禪寺寺務，妙果完全委由師妹妙然代管。

### 戰後時期

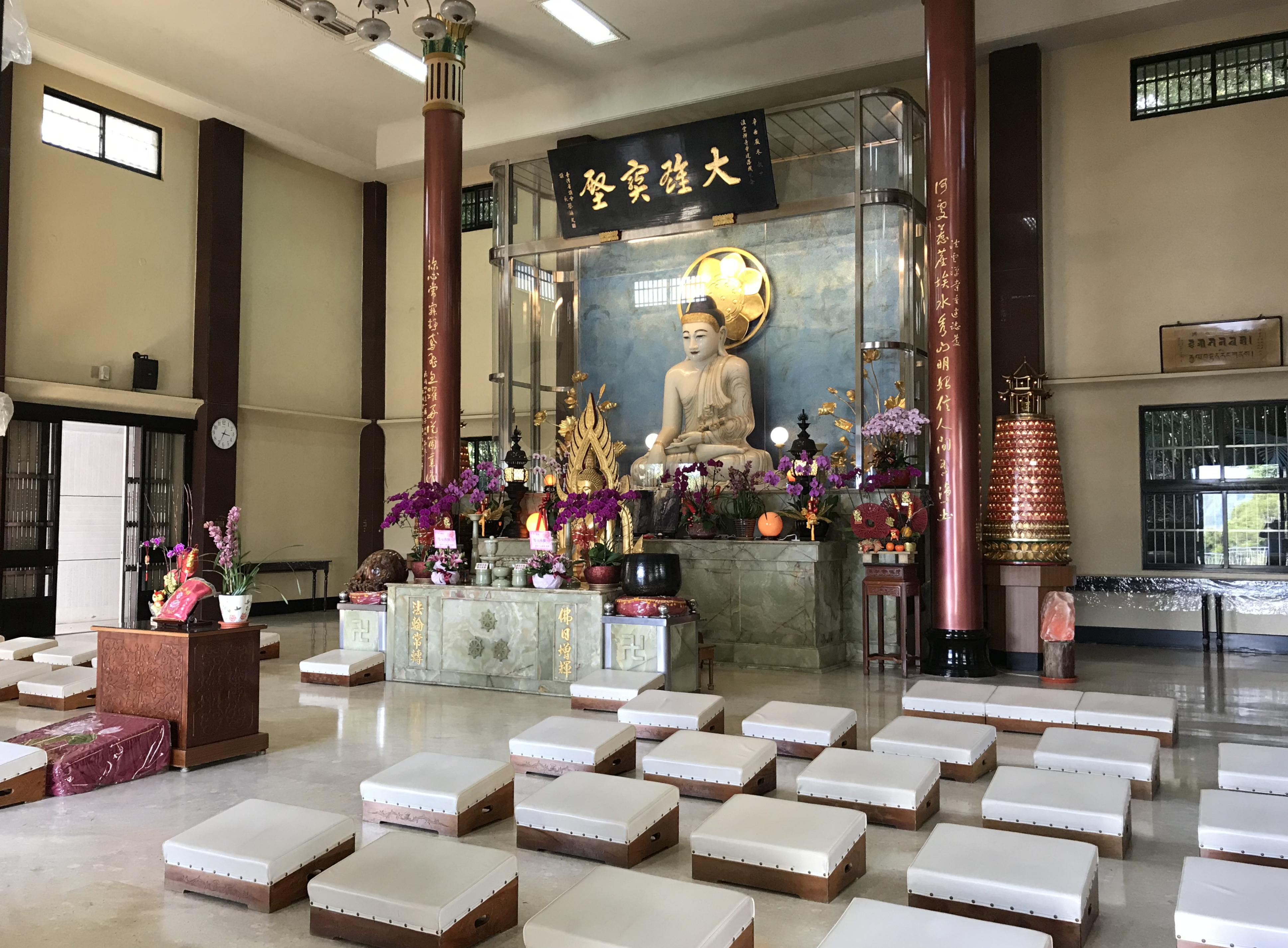
释迦牟尼佛像

1947年，在達華、妙果法師的奔走下，從廢墟中建立了三座僧房。戰後寺址為大湖鄉富興村法雲寺11號。新加坡弘宗法師參觀此寺後，回國募集約新臺幣二十萬的鉅資，購買緬甸玉佛送給寺方。1954年11月9日，大雄寶殿重建落成、海外僑胞捐贈的玉佛舉行開光典禮。
1957年秋，河北籍的釋常照今圓法師來本寺掛單，數年後自命住持，和明恆、妙緣等人聯合，與原先住持發生繼承爭執，林朝棟之子林增璋、劉群芳等只好介入，妙果就計畫將該寺改為女眾道場。妙然自1960年接任後，寺院轉為女眾道場。
1963年，大同集團林提灶開闢觀音山環山道路，貫通彼岸橋與法雲寺的交通。1965年11月19日，藉紀念覺力逝世二周年、妙果逝世三周年的傳授千佛大會，開山紀念堂、禪堂、講堂、環山道路落成，縣長林為恭剪綵。1981年再重建大雄寶殿。

## 觀光

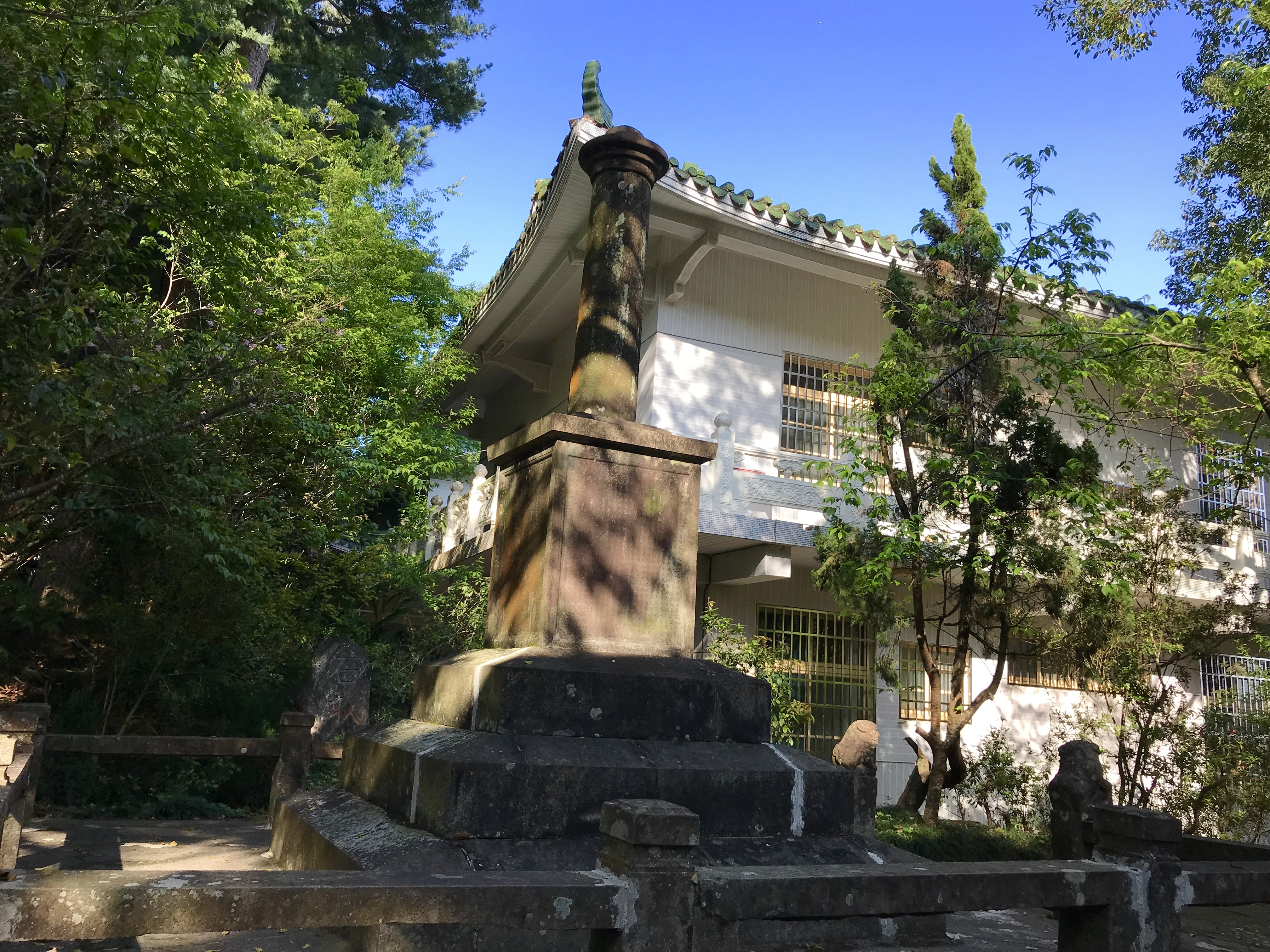
大湖開發紀念碑

苗栗詩人賴江質所吟詠的苗栗八景，有雙峰插漢、虎嶼觀潮、焰山雲霧、磺山噴火、明德泛月、獅山覽勝、墨硯吞雲、法雲啣煙，其中就包括法雲寺景色。在1980年代，以大湖法雲禪寺、仙山、獅頭山這三處作串聯，就是報紙推薦的宗教觀光路線。被峰巒圍抱的寺院，昔日交通全賴吊橋維持，隨著水泥橋的改築，其特色之一略見消褪。該橋稱為「彼岸橋」，2007年時因風雨而曾中斷。
通往此寺的車道是無法讓大客車登頂的。其車道陡坡且狹隘，有之字形大轉彎，車輛需迂迴而上，山頂則有停車場。往寺院的登山步道名為「阿鞞跋致路」，為覺力以自己供養金修建，修成時共一千八百廿階。
法雲寺建築共分三時期，覺力法師所建的閩南式殿宇為第一期，1933年妙果繼任住持時重建的日式仿唐式殿宇為第二期，現今建築為妙然法師於1981年所建。今大雄寶殿採白牆綠瓦唐風式建築，設有日式木造迴廊，周植松樹。殿中有兩尊法相造型不似中上大乘的釋迦牟尼像，一白一金，奠基在碧玉大理石上，為1954年迎來的丈二白玉佛和金身。寺方還收藏一項黃藤編織、編織了六個「壽」字的斗笠，為萬善法師贈送給來臺弘法的徒弟覺力法師。寺方還曾在西廂飼養一隻名為「也羅」的鸚鵡，會念佛號，由台北建成醫院負責人母親在1973年移民日本時托養，交給真淳法師餵飼，但在1998年5月10日母親節中午，被一名身著白衣的女遊客趁寺方用餐時偷走。
雖經重建，但寺中心仍有一片廢園遺跡，地震折斷的柱石星散其間，和寺內其他景觀亦不甚調和。後來，黃碧忠在鄉長任內計畫整理，由任職於桃園農改場的劉政宗提供栽植三千五百株於法雲寺花圃內。
大雄寶殿前方廣場，視野可望見汶水溪谷、水尾坪、汶水老街、雪霸國家公園服務區。遙望可見的鷂婆山是因李喬的《寒夜三部曲》被拍成電視，鄉土的情懷重新詮釋之賜，才揮別背負百年之久的陰晦之名。

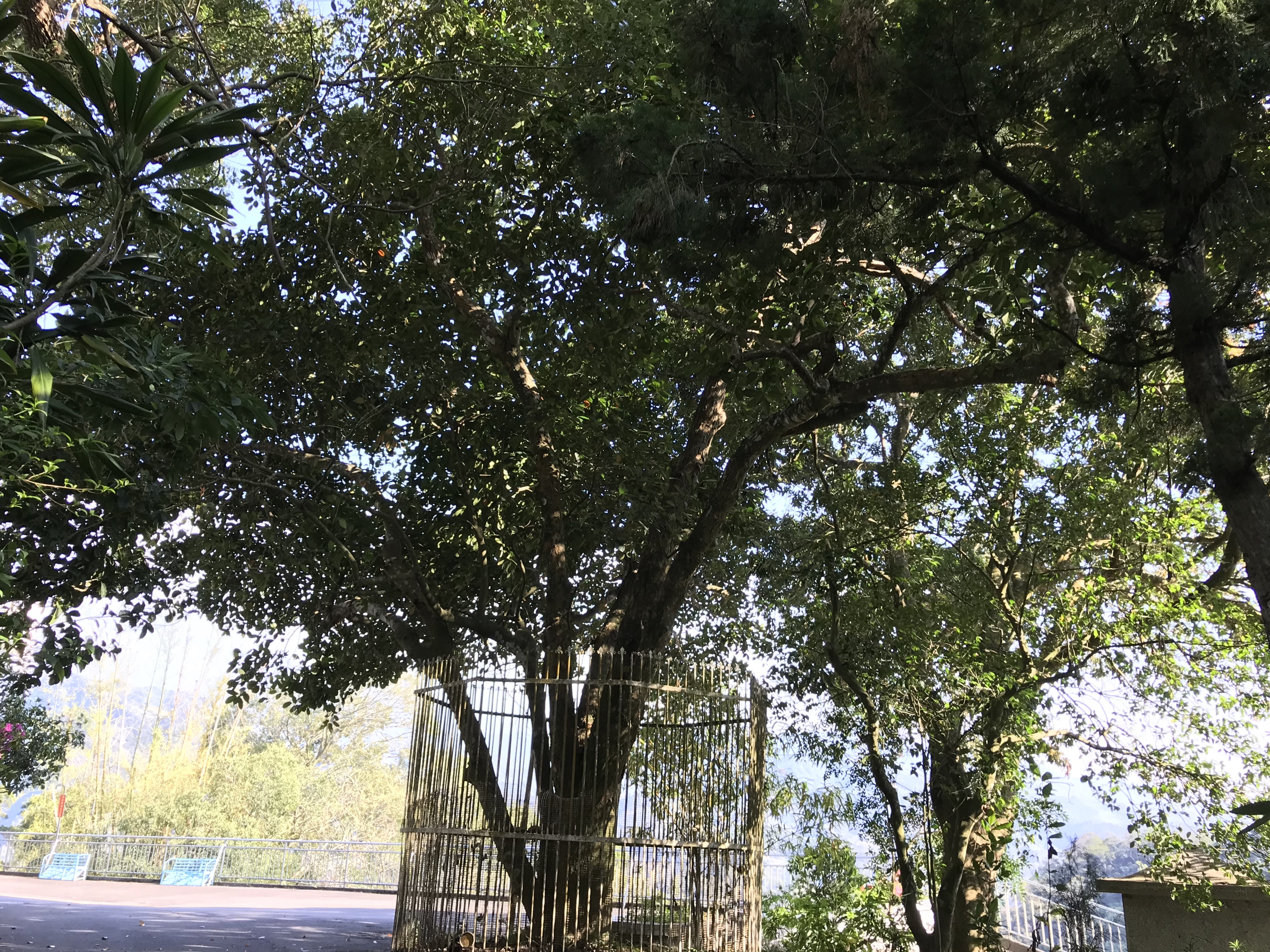
波羅蜜樹

轉入後殿方向的殿旁植有一棵象徵智慧的波羅蜜樹，每年八月至十二月間結果纍纍，被寺方以鐵網圍住，信眾會點香膜拜。寺方種植有多株五葉松與二葉松，曾感染松材線蟲，由縣府農業局在2003年施打國產藥品丁基加保扶，成功救活。
寺右後方小崗阜的大湖開發紀念碑，其碑文記載同治元年（1862年）吳氏兄弟向後龍道卡斯族新港社頭目協商，率佃戶四十多人、隘勇百餘人，進入上坪一帶開墾的歷史。該碑亦說明此寺原位於苗栗吳家屯駐隘勇、率眾搭寮墾荒的中心。
寺後山的林間古道有一片寺院用以維持生活的竹林，此地可通往出磺坑的路是昔日原住民上下山的捷徑。星雲法師曾在1963年在此寺停留三個月，幫忙看守竹筍以防民眾上山偷採販售，期間於茅蓬裡開始寫下《無聲息的歌唱》一書。
另外，二十世紀中葉時，寺方會以熱茶招待遊客，但天寒時麻煩。當時苗栗掀起養十姊妹熱潮，寺方見汶水老街有該鳥類的鳥巢，想草織物可讓茶壺保溫，於是找街上的宋陳大妹改良成保壺容器，被稱為「汶水茶壽」，早期也被稱為「鳥巢仔」。寺方使用此物使上山遊玩的香客在五、六個鐘頭內都能喝到熱茶，之後山下婦女競相模仿，成當地特產。

## 外部連結
- 法雲寺古道-苗栗文化觀光旅遊網 （页面存档备份，存于）